# Ali ben Al Hussein
Le prince Ali ben Al Hussein (en arabe, الأمير علي بن الحسين), né le 23 décembre 1975 à Amman (en Jordanie), est un prince jordanien, troisième fils du roi Hussein, demi-frère du roi Abdallah II. Ali dirige depuis 1999 la Fédération jordanienne de football et occupe depuis 2011, le poste de vice-président de la Fédération internationale de football association pour l’Asie. 

## Biographie
En 2015, il a annoncé sa candidature au poste de président de la FIFA face à Sepp Blatter. Il obtient 73 voix, contre  133 au président sortant, lors du Congrès du  29 mai 2015. Ali était soutenu par Michel Platini, Diego Maradona, Michael van Praag et David Cameron entre autres, et axait sa campagne sur la fin de la corruption dans l'instance.

## Famille
Le 23 avril 2004, le prince Ali épouse l’Algérienne Rym Brahimi (1969), ancienne journaliste de CNN, fille de Lakhdar Brahimi, représentant spécial des Nations unies pour l’Afghanistan et l’Irak. L’union est publiquement célébrée le 7 septembre de la même année. Ils ont deux enfants :
- la princesse Jalilah bint Ali (née le 15 septembre 2005) ;
- le prince Abdallah bin Ali (né le 19 mars 2007).

## Titres et honneurs

### Titulature
- depuis le 23 décembre 1975 : Son Altesse Royale le prince Ali de Jordanie

### Honneurs
En Jordanie :
- grand-cordon de l’ordre d’al-Hussein ben Ali ;
- grand-cordon de l’ordre suprême de la Renaissance ;
- grand-croix de l’ordre de l’Étoile de Jordanie.

Distinctions étrangères :
- France : chevalier de la Légion d'honneur [2] ;
- Japon : ordre du Soleil levant.